# Liste syrischer Filme
Die Liste syrischer Filme enthält Filme, die in Syrien entstanden.

## 1970er Jahre

### 1973
- Wajh Akhar Lil Hub (Muhammad Shahin)

### 1974
- al-Mughamara (Muhammad Shahin)
- Everyday Life in a Syrian Village (Omar Amiralay)

## 1980er Jahre

### 1984
- Ahlam al-Madina (Mohamed Malas)

### 1986
- al-Shams Fi Yawam Gha'em (Muhammad Shahin)

## 1990er Jahre

### 1992
- al-Lail (Mohamed Malas)

### 1993
- al-Kompars (Nabil Maleh)

### 1996
- On a Day of Ordinary Violence, My Friend Michel Seurat... (Omar Amiralay)

### 1997
- There Are So Many Things Still to Say (Omar Amiralay)
- A Plate of Sardines (Omar Amiralay)

### 1998
- Nassim al-Roh (Abdellatif Abdelhamid)

### 1999
- A1 (Muhammad Ali Adeeb)

## 2000 Jahre

### 2000
- The Man With Golden Soles (Omar Amiralay)

### 2001
- Qamaran wa Zaytouna (Abdellatif Abdelhamid)
- Ahla al-Ayam (Muhammad Ali Adeeb)

### 2002
- The Box of Life (Usama Muhammad)

### 2003
- A Flood in Baath Country (Omar Amiralay)

### 2005
- Bab al-Makam (Mohamed Malas)
- Before Vanishing (Joude Gorani)

### 2008
- Dolls - A Woman from Damascus (Diana El Jeiroudi)
- Hassiba (Raymond Boutros)

### 2010
- Damascus with Love (Mohamad Abdulaziz)
- September Rain (Abdullatif Abulhamid)
- Apricots (Amar Chebib)
- Damascus Roof and Tales of Paradise (Soudade Kaadan)

### 2013–2017
- Homs – Ein zerstörter Traum (Orwa Nyrabia)
- Das Schicksal der Kinder von Aleppo (Marcel Mettelsiefen)
- Die letzten Männer von Aleppo (Feras Fayyad)